# Danh sách di sản văn hóa Tây Ban Nha được quan tâm ở hạt Pallars Jussà (tỉnh Lérida)
Danh sách di sản văn hóa Tây Ban Nha được quan tâm ở hạt Pallars Jussà (tỉnh Lérida).

## Các di sản theo thành phố

### A

#### Abella de la Conca
| Tên                  | Dạng                                | Địa điểm           | Tọa độ                                        | Số hồ sơ tham khảo? | Ngày nhận danh hiệu? | Hình ảnh                          |
| -------------------- | ----------------------------------- | ------------------ | --------------------------------------------- | ------------------- | -------------------- | --------------------------------- |
| Lâu đài Abella Conca | Di tích Kiến trúc phòng thủ Lâu đài | Abella de la Conca | 42°09′44″B 1°05′38″Đ / 42,162106°B 1,093823°Đ | RI-51-0006199       | 08-11-1988           | Castillo de Abella · Upload image |

### C

#### Castell de Mur
| Tên                     | Dạng            | Địa điểm       | Tọa độ                                        | Số hồ sơ tham khảo? | Ngày nhận danh hiệu? | Hình ảnh                                       |
| ----------------------- | --------------- | -------------- | --------------------------------------------- | ------------------- | -------------------- | ---------------------------------------------- |
| Lâu đài Guardia         | Di tích Lâu đài | Castell de Mur | 42°06′04″B 0°52′36″Đ / 42,101168°B 0,876578°Đ | RI-51-0006295       | 08-11-1988           | Castillo de la Guardia · Upload image          |
| Lâu đài Mur             | Di tích Lâu đài | Castell de Mur | 42°06′18″B 0°51′24″Đ / 42,105001°B 0,85659°Đ  | RI-51-0006294       | 08-11-1988           | Castillo de Mur · Upload image                 |
| Tu viện Santa María Mur | Di tích Tu viện | Castell de Mur | 42°06′15″B 0°51′30″Đ / 42,104181°B 0,858239°Đ | RI-51-0000182       | 27-07-1920           | Santuario de Santa María de Mur · Upload image |

#### Conca de Dalt
| Tên                         | Dạng            | Địa điểm                      | Tọa độ                                        | Số hồ sơ tham khảo? | Ngày nhận danh hiệu? | Hình ảnh                            |
| --------------------------- | --------------- | ----------------------------- | --------------------------------------------- | ------------------- | -------------------- | ----------------------------------- |
| Lâu đài Aramunt (Tháp Moro) | Di tích Tháp    | Conca de Dalt                 | 42°12′05″B 0°59′57″Đ / 42,201338°B 0,999257°Đ | RI-51-0006421       | 08-11-1988           | Castillo de Aramunt · Upload image  |
| Lâu đài Claverol            | Di tích Lâu đài | Conca de Dalt                 | 42°14′41″B 0°59′10″Đ / 42,24475°B 0,986073°Đ  | RI-51-0006422       | 08-11-1988           | Castillo de Claverol · Upload image |
| Lâu đài Toralla             | Di tích Lâu đài | Conca de Dalt Isla de Toralla | 42°15′53″B 0°55′24″Đ / 42,26469°B 0,92346°Đ   | RI-51-0006425       | 08-11-1988           | Castillo de Toralla · Upload image  |
| Tháp Perauba                | Di tích Tháp    | Conca de Dalt                 | 42°14′33″B 1°05′27″Đ / 42,242438°B 1,090761°Đ | RI-51-0006423       | 08-11-1988           | Upload image                        |
| Tháp Roca Santa             | Di tích Tháp    | Conca de Dalt Hortoneda       | 42°14′48″B 1°02′38″Đ / 42,246587°B 1,043931°Đ | RI-51-0006424       | 08-11-1988           | Torre de Roca Santa · Upload image  |

### G

#### Gavet de la Conca(Gavet de la Conca)
| Tên                                          | Dạng                                                              | Địa điểm                                | Tọa độ                                        | Số hồ sơ tham khảo? | Ngày nhận danh hiệu? | Hình ảnh                                         |
| -------------------------------------------- | ----------------------------------------------------------------- | --------------------------------------- | --------------------------------------------- | ------------------- | -------------------- | ------------------------------------------------ |
| Lâu đài Montllor (Lâu đài Montllor)          | Di tích Kiến trúc phòng thủ Thời gian: Giữa Thế kỷ 9 và Thế kỷ 12 | Gabet de la Conca                       | 42°02′19″B 0°59′59″Đ / 42,038625°B 0,999632°Đ | RI-51-0006334       | 08-11-1988           | Castillo de Hostal Roig · Upload image           |
| Lâu đài San Miguel Vall (Lâu đài San Gervás) | Di tích Kiến trúc phòng thủ Thời gian: Thế kỷ 9                   | Gabet de la Conca San Miguel de la Vall | 42°04′19″B 0°58′09″Đ / 42,071925°B 0,969168°Đ | RI-51-0006333       | 08-11-1988           | Castillo de San Miguel de la Vall · Upload image |
| Lâu đài Toló                                 | Di tích Kiến trúc phòng thủ Thời gian: Giữa Thế kỷ 9 và Thế kỷ 12 | Gabet de la Conca                       | 42°03′28″B 1°01′54″Đ / 42,057849°B 1,031601°Đ | RI-51-0006335       | 08-11-1988           | Castillo de Toló · Upload image                  |

### I

#### Isona i Conca Dellà(Isona i Conca Dellà)
| Tên                             | Dạng                | Địa điểm                               | Tọa độ                                        | Số hồ sơ tham khảo? | Ngày nhận danh hiệu? | Hình ảnh                                             |
| ------------------------------- | ------------------- | -------------------------------------- | --------------------------------------------- | ------------------- | -------------------- | ---------------------------------------------------- |
| Antiguo Recinto Figuerola Orcau | Di tích Tường thành | Isona y Conca Dellá Figuerola de Orcau | 42°07′50″B 0°59′41″Đ / 42,130563°B 0,994654°Đ | RI-51-0006359       | 08-11-1988           | Antiguo Recinto de Figuerola de Orcau · Upload image |
| Lâu đài Castelltallat           | Di tích Lâu đài     | Isona y Conca Dellá Conques            | 42°07′07″B 0°59′45″Đ / 42,118666°B 0,995812°Đ | RI-51-0006358       | 08-11-1988           | Castillo de Castelltallat · Upload image             |
| Lâu đài Conques                 | Di tích Lâu đài     | Isona y Conca Dellá Conques            | 42°07′10″B 1°00′39″Đ / 42,11954°B 1,0109°Đ    | RI-51-0006356       | 08-11-1988           | Castillo de Conques · Upload image                   |
| Lâu đài Llordá                  | Di tích Lâu đài     | Isona y Conca Dellá Llordá             | 42°06′59″B 1°05′27″Đ / 42,116394°B 1,09072°Đ  | RI-51-0006353       | 08-11-1988           | Castillo de Llordá · Upload image                    |
| Lâu đài Orcau                   | Di tích Lâu đài     | Isona y Conca Dellá Orcau              | 42°09′57″B 0°58′58″Đ / 42,165868°B 0,982714°Đ | RI-51-0006354       | 08-11-1988           | Castillo de Orcau · Upload image                     |
| Nhà thờ Santa María Covet       | Di tích Nhà thờ     | Isona y Conca Dellá Covet              | 42°05′15″B 1°04′13″Đ / 42,08744°B 1,070143°Đ  | RI-51-0000187       | 11-01-1921           | Iglesia de Santa María de Covet · Upload image       |
| Recinto Amurallado Isona        | Di tích Tường thành | Isona y Conca Dellá Isona              | 42°07′00″B 1°02′37″Đ / 42,1168°B 1,043624°Đ   | RI-51-0006357       | 08-11-1988           | Recinto Amurallado de Isona · Upload image           |
| Recinto Fortificado Orcau       | Di tích Tường thành | Isona y Conca Dellá Orcau              | 42°09′47″B 0°58′56″Đ / 42,163018°B 0,982241°Đ | RI-51-0006355       | 08-11-1988           | Upload image                                         |

### L

#### Llimiana
| Tên                          | Dạng                | Địa điểm | Tọa độ                                        | Số hồ sơ tham khảo? | Ngày nhận danh hiệu? | Hình ảnh                                       |
| ---------------------------- | ------------------- | -------- | --------------------------------------------- | ------------------- | -------------------- | ---------------------------------------------- |
| Recinto Fortificado Llimiana | Di tích Tường thành | Llimiana | 42°04′34″B 0°54′58″Đ / 42,076114°B 0,916197°Đ | RI-51-0006384       | 08-11-1988           | Recinto Fortificado de Llimiana · Upload image |

### P

#### La Pobla de Segur(La Pobla de Segur)
| Tên                                      | Dạng                                    | Địa điểm        | Tọa độ | Số hồ sơ tham khảo? | Ngày nhận danh hiệu? | Hình ảnh                                                       |
| ---------------------------------------- | --------------------------------------- | --------------- | ------ | ------------------- | -------------------- | -------------------------------------------------------------- |
| Recinto tăng cường medieval Puebla Segur | Di tích Kiến trúc phòng thủ Tường thành | Puebla de Segur |        | RI-51-0006439       | 08-11-1988           | Recinto fortificado medieval de Puebla de Segur · Upload image |

### S

#### Salás de Pallars(Salàs de Pallars)
| Tên                               | Dạng                | Địa điểm         | Tọa độ                                        | Số hồ sơ tham khảo? | Ngày nhận danh hiệu? | Hình ảnh                                               |
| --------------------------------- | ------------------- | ---------------- | --------------------------------------------- | ------------------- | -------------------- | ------------------------------------------------------ |
| Recinto Fortificado Salás Pallars | Di tích Tường thành | Salás de Pallars | 42°12′43″B 0°55′57″Đ / 42,211942°B 0,932382°Đ | RI-51-0006464       | 08-11-1988           | Recinto Fortificado de Salás de Pallars · Upload image |
| Tháp Xut (Tháp Lledos)            | Di tích Tháp        | Salás de Pallars | 42°12′28″B 0°56′17″Đ / 42,20768°B 0,938045°Đ  | RI-51-0006465       | 08-11-1988           | Upload image                                           |

#### Sant Esteve de la Sarga(Sant Esteve de la Sarga)
| Tên           | Dạng            | Địa điểm                         | Tọa độ                                        | Số hồ sơ tham khảo? | Ngày nhận danh hiệu? | Hình ảnh                         |
| ------------- | --------------- | -------------------------------- | --------------------------------------------- | ------------------- | -------------------- | -------------------------------- |
| Lâu đài Moror | Di tích Lâu đài | San Esteban de la Sarga Moror    | 42°04′44″B 0°50′07″Đ / 42,078994°B 0,835182°Đ | RI-51-0006469       | 08-11-1988           | Castillo de Moror · Upload image |
| Tháp Alsamora | Di tích Tháp    | San Esteban de la Sarga Alsamora | 42°04′53″B 0°43′41″Đ / 42,081505°B 0,727926°Đ | RI-51-0006467       | 08-11-1988           | Torre de Alsamora · Upload image |
| Tháp Estorm   | Di tích Tháp    | San Esteban de la Sarga Estorm   | 42°05′11″B 0°50′28″Đ / 42,086513°B 0,841078°Đ | RI-51-0006468       | 08-11-1988           | Torre de Estorm · Upload image   |

#### Sarroca de Bellera
| Tên                     | Dạng            | Địa điểm                        | Tọa độ                                        | Số hồ sơ tham khảo? | Ngày nhận danh hiệu? | Hình ảnh                                |
| ----------------------- | --------------- | ------------------------------- | --------------------------------------------- | ------------------- | -------------------- | --------------------------------------- |
| Lâu đài Castellgormá    | Di tích Lâu đài | Sarroca de Bellera Castellgormá | 42°22′31″B 0°51′46″Đ / 42,37526°B 0,862801°Đ  | RI-51-0006479       | 08-11-1988           | Castillo de Castellgormá · Upload image |
| Lâu đài Sarroca Bellera | Di tích Lâu đài | Sarroca de Bellera              | 42°21′32″B 0°52′52″Đ / 42,358878°B 0,881236°Đ | RI-51-0006478       | 08-11-1988           | Upload image                            |

### T

#### Talarn
| Tên            | Dạng                | Địa điểm | Tọa độ                                       | Số hồ sơ tham khảo? | Ngày nhận danh hiệu? | Hình ảnh                                     |
| -------------- | ------------------- | -------- | -------------------------------------------- | ------------------- | -------------------- | -------------------------------------------- |
| Lâu đài Talarn | Di tích Lâu đài     | Talarn   | 42°11′09″B 0°54′04″Đ / 42,18576°B 0,901025°Đ | RI-51-0006491       | 08-11-1988           | Castillo de Talarn · Upload image            |
| Lâu đài Talarn | Di tích Tường thành | Talarn   | 42°11′09″B 0°54′04″Đ / 42,18576°B 0,901025°Đ | RI-51-0006492       | 08-11-1988           | Recinto Fortificado de Talarn · Upload image |

#### La Torre de Cabdella(La Torre de Cabdella)
| Tên                                                   | Dạng            | Địa điểm                   | Tọa độ                                        | Số hồ sơ tham khảo? | Ngày nhận danh hiệu? | Hình ảnh                              |
| ----------------------------------------------------- | --------------- | -------------------------- | --------------------------------------------- | ------------------- | -------------------- | ------------------------------------- |
| Castellestaó                                          | Di tích         | Torre de Capdella          |                                               | RI-51-0006510       | 08-11-1988           | Castellestaó · Upload image           |
| Delimitación un entorno protección Nhà thờ San Martín | Di tích         | Torre de Capdella          |                                               | RI-51-0006510-00001 |                      | Upload image                          |
| Nhà thờ San Martín                                    | Di tích Nhà thờ | Torre de Capdella          | 42°24′48″B 0°58′43″Đ / 42,413383°B 0,978513°Đ | RI-51-0012032       | 13-03-2007           | Iglesia de San Martín · Upload image  |
| Nhà thờ San Vicente (Cabdella)                        | Di tích Nhà thờ | Torre de Capdella Cabdella | 42°28′25″B 0°59′29″Đ / 42,473511°B 0,991255°Đ | RI-51-0012122       | 29-07-2008           | Iglesia de San Vicente · Upload image |

#### Tremp
| Tên                             | Dạng                                            | Địa điểm             | Tọa độ                                        | Số hồ sơ tham khảo? | Ngày nhận danh hiệu? | Hình ảnh                                             |
| ------------------------------- | ----------------------------------------------- | -------------------- | --------------------------------------------- | ------------------- | -------------------- | ---------------------------------------------------- |
| Balma les Ovelles               | Khu khảo cổ                                     | Tremp                |                                               | RI-55-0000546       | 20-09-1996           | Upload image                                         |
| Lâu đài Castinet                | Di tích Lâu đài                                 | Tremp                |                                               | RI-51-0006529       | 08-11-1988           | Upload image                                         |
| Lâu đài Montllobar              | Di tích Lâu đài                                 | Tremp Montllobar     | 42°09′01″B 0°48′06″Đ / 42,150411°B 0,801567°Đ | RI-51-0006524       | 08-11-1988           | Castillo de Montllobar · Upload image                |
| Lâu đài Orrit                   | Di tích Lâu đài                                 | Tremp Orrit          | 42°15′25″B 0°44′34″Đ / 42,257068°B 0,742817°Đ | RI-51-0006527       | 08-11-1988           | Castillo de Orrit · Upload image                     |
| Lâu đài Puigcercós              | Di tích Lâu đài                                 | Tremp Puigcercós     | 42°07′49″B 0°53′01″Đ / 42,13031°B 0,883479°Đ  | RI-51-0006526       | 08-11-1988           | Castillo de Puigcercós · Upload image                |
| Lâu đài Santa Engracia          | Di tích Kiến trúc tôn giáo Thời gian: Thế kỷ 11 | Tremp Santa Engràcia | 42°13′19″B 0°52′28″Đ / 42,222035°B 0,874365°Đ | RI-51-0006525       | 08-11-1988           | Castillo de Santa Engracia · Upload image            |
| Lâu đài Vilamitjana             | Di tích Lâu đài                                 | Tremp Vilamitjana    | 42°08′52″B 0°55′09″Đ / 42,147728°B 0,919171°Đ | RI-51-0006528       | 08-11-1988           | Castillo de Vilamitjana · Upload image               |
| Nhà thờ Santa María Valldeflors | Di tích Nhà thờ                                 | Tremp                | 42°10′02″B 0°53′44″Đ / 42,16736°B 0,895427°Đ  | RI-51-0011606       | 12-12-2006           | Iglesia de Santa María de Valldeflors · Upload image |
| Recinto Amurallado Tremp        | Di tích Tường thành                             | Tremp                | 42°09′57″B 0°53′42″Đ / 42,165912°B 0,894918°Đ | RI-51-0006523       | 08-11-1988           | Recinto Amurallado de Tremp · Upload image           |